# Драфт НХЛ 1984
Драфт НХЛ 1984 відбувся 9 червня в «Монреаль-форумі» (Монреаль, провінція Квебек,  Канада). Всього було проведено 12 раундів драфту, в котрих команди НХЛ закріпили свої права на спортивну діяльність 250 молодих хокеїстів.

## Вибір за раундом

### Перший раунд
| №  | Гравець           | Амплуа               | Команда НХЛ          |
| -- | ----------------- | -------------------- | -------------------- |
| 1  | Маріо Лем'є       | центральний нападник | «Піттсбург Пінгвінс» |
| 2  | Кірк Маллер       | центральний нападник | «Нью-Джерсі Девілс»  |
| 3  | Ед Ольчик         | лівий нападник       | «Чикаго Блекгокс»    |
| 4  | Ел Яфрате         | захисник             | «Торонто Мейпл-Ліфс» |
| 5  | Петр Свобода      | захисник             | «Монреаль Канадієнс» |
| 7  | Шон Бурр          | центральний нападник | «Детройт Ред-Вінгс»  |
| 8  | Шейн Корсон       | центральний нападник | «Монреаль Канадієнс» |
| 9  | Даг Боджер        | захисник             | «Піттсбург Пінгвінс» |
| 10 | Жан-Жак Дайно     | захисник             | «Ванкувер Канакс»    |
| 11 | Сільвен Коте      | захисник             | «Гартфорд Вейлерс»   |
| 12 | Гері Робертс      | лівий нападник       | «Калгарі Флеймс»     |
| 14 | Террі Каркнер     | захисник             | «Нью-Йорк Рейнджерс» |
| 17 | Кевін Гетчер      | захисник             | «Вашингтон Кепіталс» |
| 18 | Мікаель Андерссон | лівий нападник       | «Баффало Сейбрс»     |

### Наступні раунди
| №          | Гравець           | Амплуа               | Команда НХЛ            |
| ---------- | ----------------- | -------------------- | ---------------------- |
| 2-й раунд  |                   |                      |                        |
| 23         | Крейг Біллінгтон  | воротар              | «Нью-Джерсі Девілс»    |
| 25         | Тодд Гілл         | захисник             | «Торонто Мейпл-Ліфс»   |
| 26         | Браян Беннінг     | захисник             | «Сент-Луїс Блюз»       |
| 27         | Скотт Мелланбі    | правий нападник      | «Філадельфія Флаєрс»   |
| 28         | Даг Гуда          | захисник             | «Детройт Ред-Вінгс»    |
| 29         | Стефан Ріше       | центральний нападник | «Монреаль Канадієнс»   |
| 30         | Пітер Дуріс       | правий нападник      | «Вінніпег Джетс»       |
| 35         | Раймо Хельмінен   | центральний нападник | «Нью-Йорк Рейнджерс»   |
| 36         | Джефф Браун       | захисник             | «Квебек Нордікс»       |
| 37         | Джефф Чикрин      | захисник             | «Філадельфія Флаєрс»   |
| 38         | Пол Рангейм       | лівий нападник       | «Калгарі Флеймс»       |
| 3-й раунд  |                   |                      |                        |
| 45         | Трент Йоуні       | захисник             | «Чикаго Блекгокс»      |
| 46         | Кен Годж          | центральний нападник | «Міннесота Норт-Старс» |
| 47         | Джон Стівенс      | захисник             | «Філадельфія Флаєрс»   |
| 49         | Мілан Халупа      | захисник             | «Детройт Ред-Вінгс»    |
| 51         | Патрік Руа        | воротар              | «Монреаль Канадієнс»   |
| 53         | Роберт Дерк       | захисник             | «Сент-Луїс Блюз»       |
| 57         | Стівен Фінн       | захисник             | «Квебек Нордікс»       |
| 58         | Майк Стівенс      | центральний нападник | «Ванкувер Канакс»      |
| 59         | Міхал Півонька    | центральний нападник | «Вашингтон Кепіталс»   |
| 60         | Рей Шеппард       | правий нападник      | «Баффало Сейбрс»       |
| 62         | Джефф Нортон      | захисник             | «Нью-Йорк Айлендерс»   |
| 4-й раунд  |                   |                      |                        |
| 67         | Джефф Різ         | воротар              | «Торонто Мейпл-Ліфс»   |
| 74         | Пол Айзебарт      | лівий нападник       | «Нью-Джерсі Девілс»    |
| 75         | Петер Росол       | правий нападник      | «Калгарі Флеймс»       |
| 77         | Пол Бротен        | центральний нападник | «Нью-Йорк Рейнджерс»   |
| 80         | Кріс Кінг         | лівий нападник       | «Вашингтон Кепіталс»   |
| 81         | Боб Галкідіс      | захисник             | «Баффало Сейбрс»       |
| 5-й раунд  |                   |                      |                        |
| 85         | Арто Яванайнен    | правий нападник      | «Піттсбург Пінгвінс»   |
| 88         | Джек Капуано      | захисник             | «Торонто Мейпл-Ліфс»   |
| 97         | Карі Такко        | воротар              | «Міннесота Норз-Старс» |
| 98         | Кларк Донателлі   | лівий нападник       | «Нью-Йорк Рейнджерс»   |
| 99         | Брент Северин     | захисник             | «Вінніпег Джетс»       |
| 6-й раунд  |                   |                      |                        |
| 107        | Кірк Мак-Лін      | воротар              | «Нью-Джерсі Девілс»    |
| 110        | Майк Міллар       | правий нападник      | «Гартфорд Вейлерс»     |
| 111        | Кріс Кліффорд     | воротар              | «Чикаго Блекгокс»      |
| 113        | Стів Таттл        | правий нападник      | «Сент-Луїс Блюз»       |
| 117        | Бретт Галл        | правий нападник      | «Калгарі Флеймс»       |
| 119        | Челль Самуельссон | захисник             | «Нью-Йорк Рейнджерс»   |
| 7-й раунд  |                   |                      |                        |
| 132        | Майк Стейплтон    | центральний нападник | «Сент-Луїс Блюз»       |
| 133        | Стефан Ларссон    | захисник             | «Детройт Ред-Вінгс»    |
| 134        | Кліфф Роннінг     | центральний нападник | «Сент-Луїс Блюз»       |
| 135        | Лучано Борсато    | центральний нападник | «Вінніпег Джетс»       |
| 144        | Дарсі Вакалюк     | воротар              | «Баффало Сейбрс»       |
| 8-й раунд  |                   |                      |                        |
| 151        | Дерек Лаксдал     | крайній нападник     | «Торонто Мейпл Ліфс»   |
| 155        | Джим Везі         | центральний нападник | «Сент-Луїс Блюз»       |
| 157        | Джим Егню         | захисник             | «Ванкувер Канакс»      |
| 159        | Їржі Грдіна       | центральний нападник | «Калгарі Флеймс»       |
| 166        | Дон Свіні         | захисник             | «Бостон Брюїнс»        |
| 168        | Тодд Юен          | правий нападник      | «Едмонтон Ойлерс»      |
| 9-й раунд  |                   |                      |                        |
| 171        | Люк Робітайл      | лівий нападник       | «Лос-Анджелес Кінгс»   |
| 180        | Гері Сутер        | захисник             | «Калгарі Флеймс»       |
| 185        | Джим Томсон       | правий нападник      | «Вашингтон Кепіталс»   |
| 10-й раунд |                   |                      |                        |
| 190        | Майк Пелузо       | захисник             | «Нью-Джерсі Девілс»    |
| 202        | Кевін Міллер      | центральний нападник | «Нью-Йорк Рейнджерс»   |
| 205        | Пол Кавалліні     | захисник             | «Вашингтон Кепіталс»   |
| 11-й раунд |                   |                      |                        |
| 225        | Михайло Татаринов | захисник             | «Вашингтон Кепіталс»   |

## Сумарна статистика за країнами
| Місце                      | Країна                     | Кількість |
| -------------------------- | -------------------------- | --------- |
| 1                          | Канада                     | 149       |
| 2                          | США                        | 62        |
| Всього з Північної Америки | Всього з Північної Америки | 211       |
| 3                          | Чехословаччина             | 14        |
| 4                          | Швеція                     | 13        |
| 5                          | Фінляндія                  | 10        |
| 6                          | Данія                      | 1         |
| 6                          | СРСР                       | 1         |
| Всього з Європи            | Всього з Європи            | 39        |